# Vladimir Firm
Vladimir Firm (né le 5 juin 1923 à Zagreb et mort le 27 novembre 1996 dans la même ville) était un joueur de football yougoslave-croate.